# Пушикмардан
Пушикмардан (Пшук-Мардан) — городище I—VIII веков в Отырарском районе Туркестанской области Казахстана, в 4 км к юго-западу от села Кокмардан, на левом берегу реки Арыс, у её впадения в Сырдарью. Входит в список памятников истории и культуры местного значения Туркестанской области.

## Описание
В 1969—1970 годах городище Пушикмардан было обследовано Отрарской археологической экспедицией (руководитель Кемаль Акишев) Института истории, археологии и этнографии имени Ч. Ч. Валиханова. Памятник представляет собой остатки раннесредневекового города. Цитадель находится в восточной части развалин. Она имеет вид прямоугольного бугра размерами 40×40 м и высотой 10 м. Шахристан примыкает к цитадели с запада. Это округлый в плане бугор диаметром 150 м. Рабад охватывает шахристан подковой с запада и юга, имеет форму возвышенной площадки, сплошь занятой постройками, планировка которых выявлена на отдельных участках рабада. Со всех сторон городище окружено рвом шириной 15-20 м и глубиной местами до 2 м. Шахристан и цитадель, в свою очередь, отделены рвом от рабада. Въезд на территорию шахристана проходил по перемычке, которая прослеживается в южной части рва. Если цитадель и шахристан имели оборонительные стены с башнями, оплывшие контуры которых прослеживаются по периметру бугров, то рабад был защищён только рвом и, видимо, заболоченной полосой за рвом, образованной подпочвенными водами.
В собранной коллекции посуды встречаются фрагменты, которые можно отнести к первым векам нашей эры. Это горшкообразные сосуды, вылепленные от руки с двумя налепными маленькими ручками с дырочкой для подвешивания; хумы с подпрямоугольным или квадратным венчиком и ложбинкой; двуручные кухонные горшки и корчаги для хранения и переноски жидкостей; кувшины с валиком и желобчатой ручкой. Интересны ручки кружек: одна из них оформлена в виде стилизованной фигурки барана, другая кольцевая с площадкой наверху. Первая покрыта коричневым, вторая — красным ангобом. Имеется серия водоносных кувшинов с треугольными венчиками. Снаружи они покрыты светлым ангобом. Также встречается вид кувшинов со сливом, овальная ручка которого соединяет венчик и плечики.